# Gobernador Dupuy (departamento)
Gobernador Dupuy é um departamento da Argentina, localizado na 
província de San Luis.